# Удинцова-Пабст, Ирина Аркадьевна
Ирина Аркадьевна Удинцова-Пабст (арт. псевд.: Irina Garden; 2 декабря 1928, Берлин — 1 мая 2004, Берлин) — германская киноактриса и благотворитель.

## Биография
Родилась в 1928 году Берлине, русская, дочь эмигранта белогвардейского подполковника А. И. Удинцова, начальника личного конвоя адмирала Колчака.
Окончила Берлинский университет имени Гумбольдта, факультет иностранных языков.
Ещё с 8-летнего возраста выступала на сцене берлинского театра Театр на Шиффбауэрдамм, уже во время учёбы в университете посещала школу актёрского мастерства Болеслава Барлога и дебютировала как актриса на сцене берлинского театра Шлоспарк-Театр.
В 1952—1956 годах под псевдонимом Ирина Гарден снималась в кино, в частности, исполнила главную роль в фильме 1952 года «Следы ведут на Берлин»
В 1955 году познакомилась с Пьером Пабстом, одним из руководителей издательства «Аксель Шпрингер-Ферлаг», после замужества оставила карьеру.
Была близкой подругой Фриды Шпрингер, жены основателя издательства и друга мужа Акселя Шпригнера, известной благотворительницы и мецената, вместе с которой в конце 1970-х начала благотворительную деятельность помощи больным СПИДом, как общественный деятель внесла большой вклад в помощь больным берлинской Клиники Августы-Виктории, в 1994 году по её инициативе в Берлине состоялся благотворительный бал AIDS-Gala, ставший в Германии крупным ежегодным мероприятием по сбору средств на помощь больным.
В 2000 году за «за заслуги в борьбе со СПИДом» награждена Большим крестом заслуг ордена «За заслуги перед Федеративной Республикой Германия», вручён бургомистром Берлина Э. Дипгеном.

Многие Ирину Пабст называли «ангелом больных СПИДом» — ей это не нравилось. Она считала, что не заслуживает этих громких слов. Слишком скромной она была для такой похвалы. «Я не ангел. Я сложный, отстраненный человек. Я просто чистая русская, а они иногда бывают меланхоличными.»
Оригинальный текст (нем.)Von vielen wurde Irina Pabst als «Engel der Aids-Kranken» bezeichnet — gefallen hat es ihr nicht. Sie fand, dass sie diese großen Worte nicht verdiene. Zu bescheiden war sie für so ein Lob. «Ich bin kein Engel. Ich bin ein schwieriger, distanzierter Mensch. Ich bin eben eine waschechte Russin und die sind manchmal schwermütig.»
— газета «B.Z.», 2000 год
Умерла в 2004 году в Берлине, похоронена на Русском кладбище Берлин-Тегель.

## Фильмография
В 1950-х годах снялась в нескольких фильмах ФРГ, в том числе:
- 1952 — Следы ведут на Берлин / Die Spur führt nach Berlin — Вера — главная роль
- 1954 — Семь платьев Картин / Die sieben Kleider der Katrin — Ильза Хейс
- 1954 — Царевич / Der Zarewitsch — принцесса Ольга
- 1956 — Плод без любви / Frucht ohne Liebe — Анке

В 2005 году стала одной из героинь документального фильма «Берлинские звёзды» из цикла «Русские без России» Никиты Михалкова.